# Sinophorus pallidus
Sinophorus pallidus là một loài tò vò trong họ Ichneumonidae.